# Conistra pulverulenta
Conistra pulverulenta là một loài bướm đêm trong họ Noctuidae.